# Архіпелаг Гапаранда (національний парк)
65°36′18″ пн. ш. 23°46′10″ сх. д. / 65.604909128809° пн. ш. 23.769575215004° сх. д.
Архіпелаг Гапаранда (швед. Haparanda skärgårds nationalpark) — найсхідніший національний парк Швеції, знаходиться в лені Норрботтен, комуні Гапаранда. 
Площею 6000 га
Національний парк займає частину однойменного архіпелагу на півночі Ботнічної затоки. 
Він містить два порівняно великі острови, Сандшер і Сескар-Фуре, а також безліч дрібних острівців і мілин. Зі сходу до нього прилягає фінський національний парк Перямері.
Всі острови архіпелагу з'явилися за останні 1500 років внаслідок підняття суші після льодовикового періоду. 
Сьогодні вони продовжують підійматися приблизно на 8,5 мм на рік, при цьому їхня площа збільшується. 
На островах характерні піщані дюни.